# ドミニク・ネルツ
ドミニク・ネルツ（Dominik Nerz、1989年8月25日 - ）は、ドイツ出身の自転車競技選手。